# Даєн Фаррелл (тенісистка)
Даєн Фаррелл (англ. Diane Farrell; нар. 5 листопада 1961) — колишня американська тенісистка.
Найвищу одиночну позицію світового рейтингу — 220 місце досягла 2 березня, 1987, парну — 122 місце — 21 грудня, 1986 року.
Найвищим досягненням на турнірах Великого шолома було 2 коло в парному розряді.

## Фінали ITF
| Легенда         |
| --------------- |
| Турніри $25,000 |
| Турніри $10,000 |

### Парний розряд: 3 (2–1)
| Результат | Ранг | Дата             | Турнір                   | Покриття | Партнерка      | Суперниці                              | Рахунок       |
| --------- | ---- | ---------------- | ------------------------ | -------- | -------------- | -------------------------------------- | ------------- |
| Перемога  | 1.   | 4 листопада 1984 | Сідней, Австралія        | Трава    | Аннетт Галлі   | Белінда Кордвелл Джулі Річардсон       | 6–3, 6–3      |
| Поразка   | 1.   | 18 січня 1985    | Делрей-Біч, США          | Тверде   | Джеймі Каплан  | Елізабет Екблом Маріанне ван дер Торре | 3–6, 5–7      |
| Перемога  | 2.   | 15 вересня 1985  | Гоупвелл (Нью-Йорк), США | Ґрунт    | Дженні Гудлінг | Луїс Філд Акемі Нісія-Кіносіта         | 2–6, 7–5, 6–4 |